# Temple Church
Temple Church – królewski kościół anglikański znajdujący się w londyńskim City, położony pomiędzy Fleet Street i Tamizą, zbudowany w XII w. przez zakon templariuszy jako ich angielska siedziba. Kościół jest jednym ze szczególnych królewskich kościołów (ang. royal peculiar) wyjętych spod jurysdykcji biskupiej, podległych bezpośrednio głowie kościoła anglikańskiego angielskiemu monarsze.

## Historia
Z powodu szybkiego wzrostu liczebności w latach sześćdziesiątych XI wieku, zakon templariuszy kupił ziemię nad Tamizą pod budowę kompleksu klasztornego jako głównej siedziby zakonu w Anglii. Oprócz kościoła w nowym kompleksie znajdowały się pomieszczenia mieszkalne, obiekty do szkolenia wojskowego i tereny ćwiczeń dla zakonników-rycerzy i nowicjuszy. Budynek kościoła składał się z dwóch części: okrągłego kościoła o średnicy ok. 17 metrów, charakterystycznego dla kościołów templariuszy oraz prostokątnej części, która została dobudowana od strony wschodniej około pół wieku później. Kościół został konsekrowany 10 lutego 1185 r. przez patriarchę Jerozolimy Herakliusza. Za panowania króla Jana (1199–1216) budynek służył jako skarbiec królewski, strzeżony przez templariuszy. Król Henryk III (1216–1272) chciał zostać pochowany w kościele. Aby było to możliwe, prostokątna budowla została rozebrana na początku XIII wieku i zastąpiona większą. Powstał trójnawowy kościół o wysokości sklepienia 12 metrów. Kościół został poświęcony w Dzień Wniebowstąpienia w 1240 roku. Chociaż powstał na polecenie króla, to jednak Henryk III zmienił życzenie i został pochowany w Opactwie Westminsterskim.
Po likwidacji zakonu Templariuszy w 1307 r. król Edward II przejął kościół na własność skarbu koronnego. Potem kościół został przekazany zakonowi szpitalników imienia św. Jana, który wydzierżawił go londyńskim stowarzyszeniom prawniczym Inns of Court. W 1540 r. kościół ponownie przeszedł na własność korony, kiedy król Henryk VIII wydał zakaz działalności zakonu joannitów w Anglii i skonfiskował ich majątek. Henryk VIII, już jako głowa kościoła anglikańskiego, mianował księdza-opiekuna świątyni nadając mu tytuł „Mistrza Świątyni”.
W 1608 roku król Jakub I nadał dwóm stowarzyszeniom prawniczym wieczyste prawo do korzystania z kościoła, pod warunkiem, że będą utrzymywać budynek.
Pod koniec XVII wieku kościół został odnowiony przez Christophera Wrena, który dokonał znaczących zmian we wnętrzu, w tym dobudowania prezbiterium i zainstalowania pierwszych organów. Po renowacji wiktoriańskiej w 1841 roku ściany i sufit zostały w stylu neogotyckim, próbując przywrócić pierwotny wygląd kościoła. Kolejna renowacja została przeprowadzona w 1862 roku przez Jamesa Piersa St Aubyn.
W dniu 10 maja 1941 r. w wyniku niemieckiego bombardowania w czasie bitwy o Anglię zapalił się dach okrągłego kościoła, po którym pożar szybko rozprzestrzenił się na nawę i chór. Organy i wszystkie drewniane części, zostały strawione przez ogień. Po II wojnie światowej kościół został odbudowany, a wnętrze odrestaurowano przywracając wystrój z czasów wiktoriańskich. W roku 1950 kościół został wpisany do rejestru zabytków.
Obecnie kościół jest użytkowany przez stowarzyszenia prawnicze, np. ich członkowie zawierają tu związki małżeńskie. W kościele są celebrowane msze niedzielne i  inne uroczystości religijne. Ksiądz opiekujący się kościołem nosi tradycyjny tytuł „Mistrza Świątyni” i jest mianowany przez panującego monarchę.

## Galeria

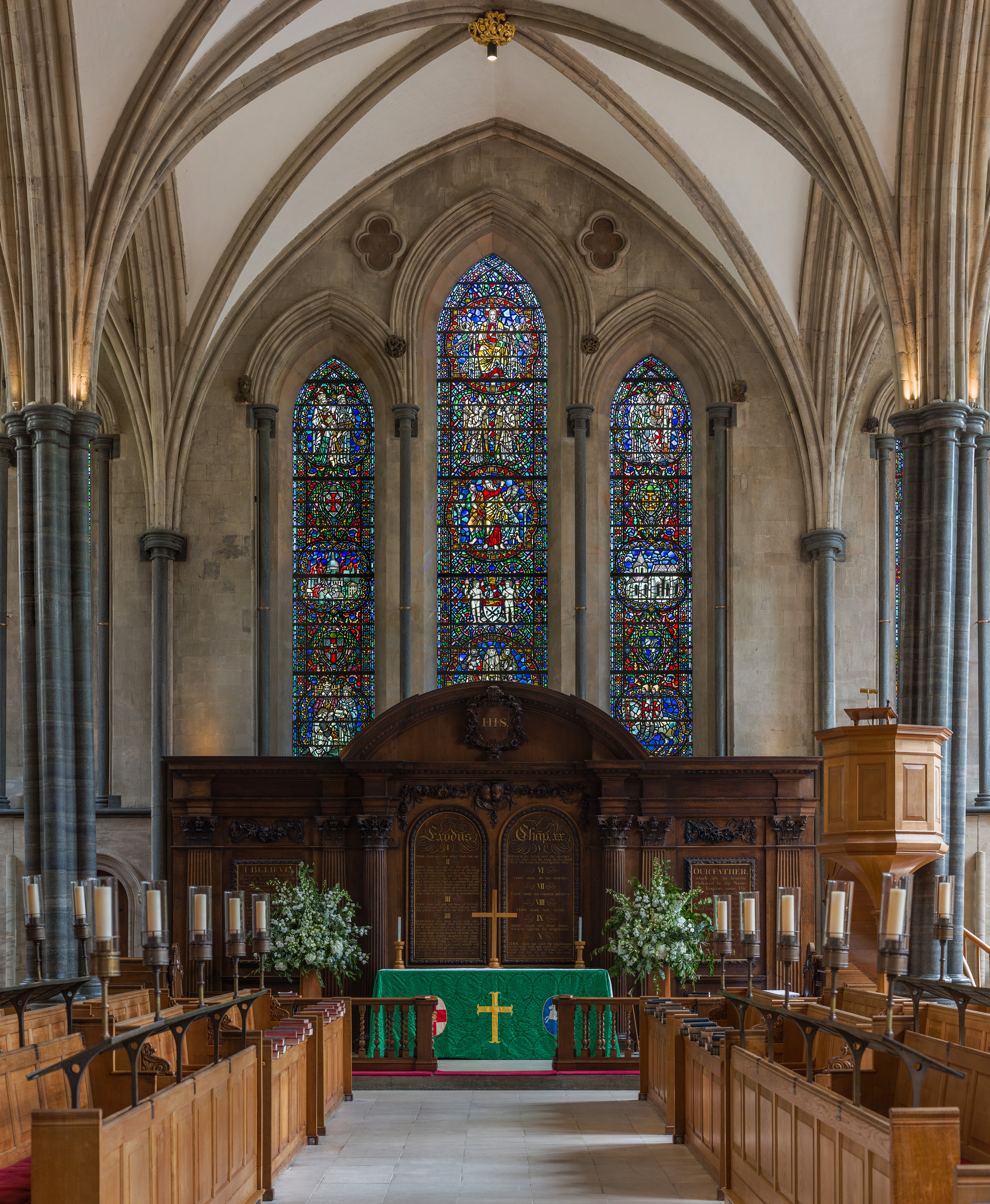
Ołtarz
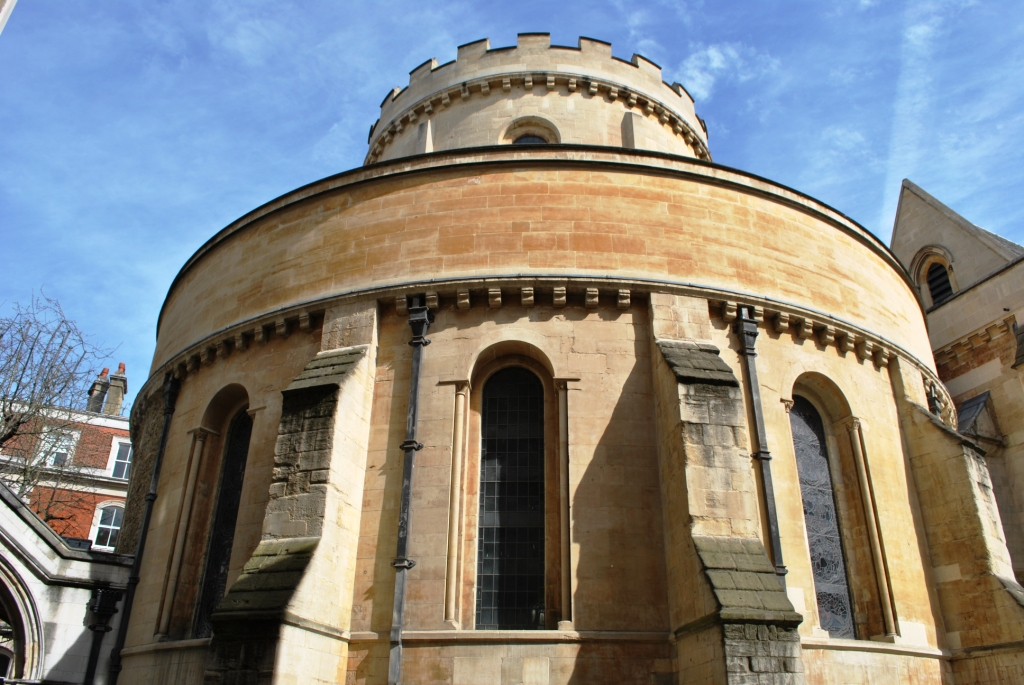
Stary okrągły kościół
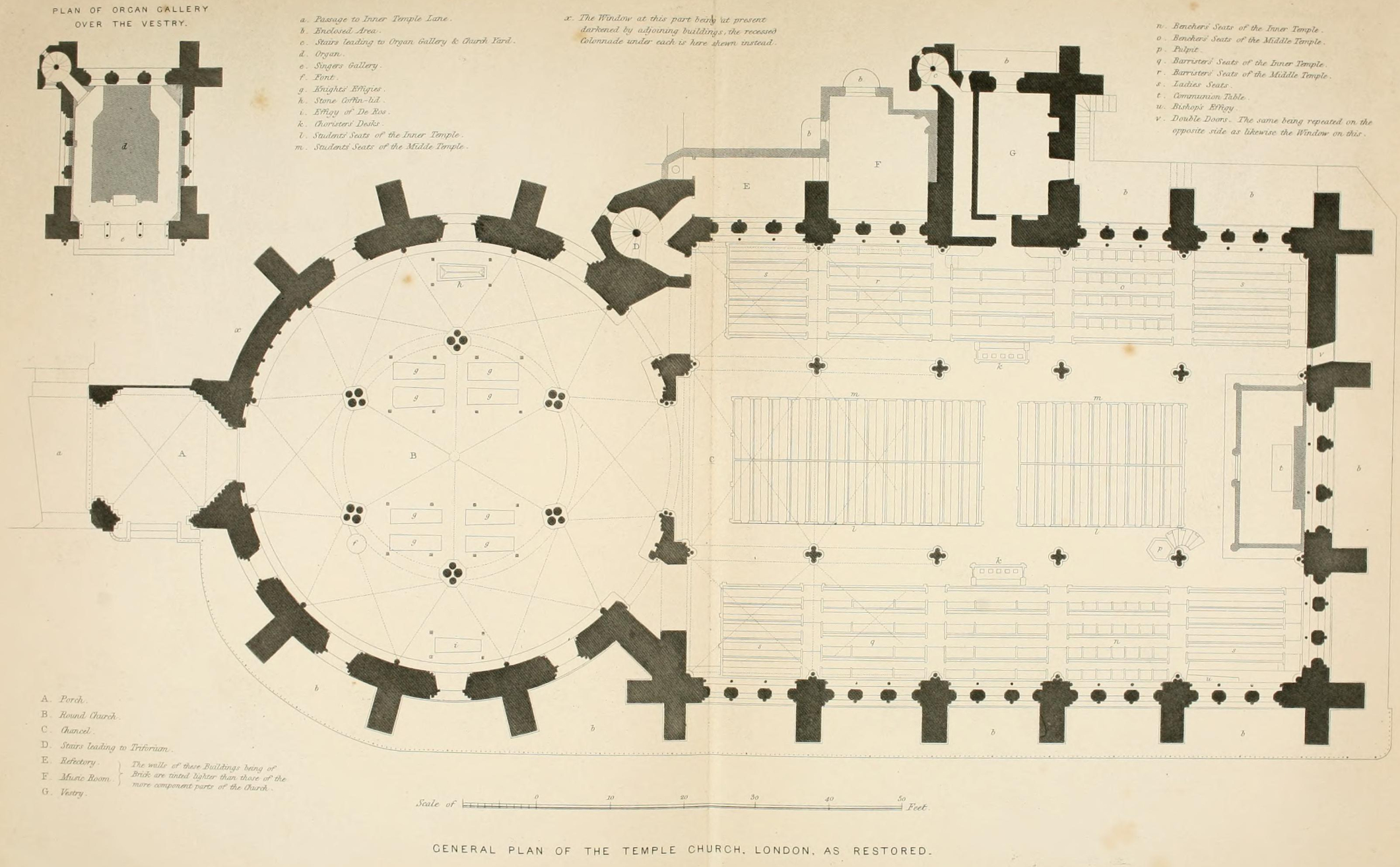
Plan kościoła
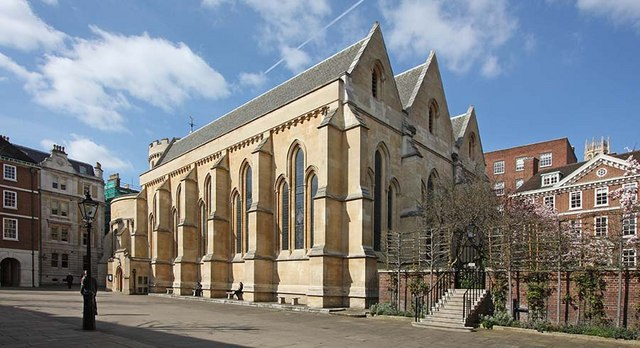
Trójnawowy kościół
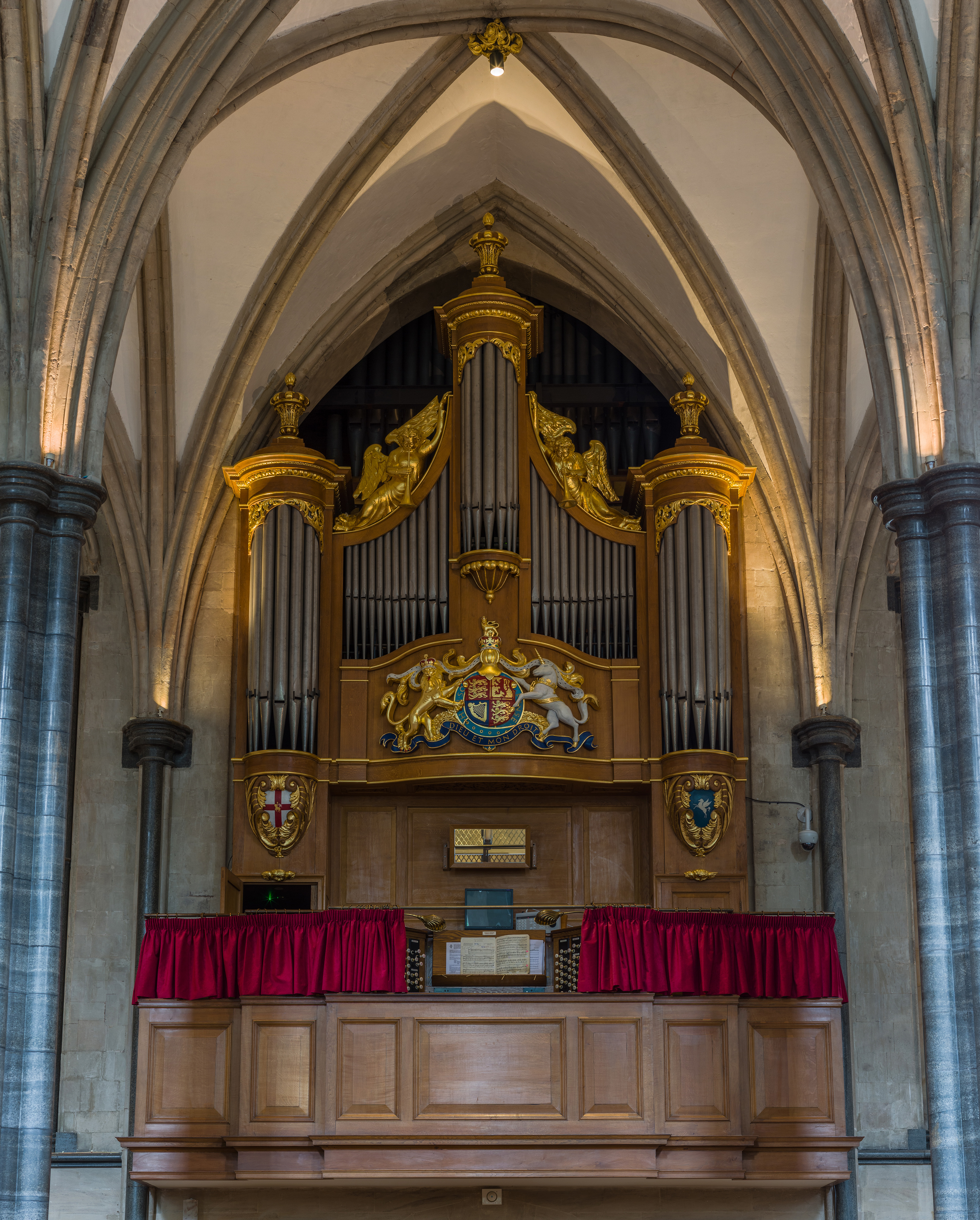
Organy

## Znani pochowani w kościele
W kościele między innymi są pochowani:
- William Marshal, 1st Earl of Pembroke (1146–1219)
- William Marshal, 2nd Earl of Pembroke (1190 – 6 April 1231)
- Gilbert Marshal, 4th Earl of Pembroke (1194 – 27 June 1241)
- Richard Mead (1673–1754)